# Anupam Sen
Anupam Sen (5 de agosto de 1940) es un académico y científico social de Bangladés. Actualmente ocupa el puesto de vicerrector en la Universidad Premier de Chittagong. Fue premiado con el Ekushey Padak en 2014 por el gobernador de Bangladés.

## Nacimiento
Sen nació el 5 de agosto de 1940 en la ciudad de Chittagong, en Bangladés. Nació en un pueblo de Boalkhali llamado Dholghat, que formaba parte de Patiya Upazila. Su padre era Birendrolal Sen, un abogado, y su madre Sneholota Sen. Completó su graduación y posgrado en literatura inglesa durante el dominio inglés.

## Infancia
Unos días después de su nacimiento comenzó la Segunda Guerra Mundial. El ejército japonés capturó varias regiones del sudeste asiático y Birmania, lanzando bombas en diferentes zonas de Chittagong. Para sobrevivir al ataque japonés, la familia de Anupam regresó a su pueblo, volviendo a la ciudad tras la finalización de la guerra. Su padre murió cuando Anupam tenía 8 años.

## Vida personal
Sen se casó en 1966 con Uma Sengupta, una ama de casa. Ambos tuvieron una hija, Indrani Sen Guh.

## Educación

### Primaria
Aunque Sen nació en Chittagong, empezó su educación en el pueblo de Dholghat. Continuó su educación en el colegio Dholghat English hasta el segundo grado. En 1947 fue admitido en el Colegio de Chittagong para cursar el tercer grado. Debido a la violencia sectaria presente en Chittagong, su madre lo envió junto con su hermana a vivir con su tío materno en 1950. Fue admitido en el Colegio Misionero Santa Catedral y continuó sus estudios. Cuando la situación en Chittagong se estabilizó, volvió a la ciudad y fue admitido en el Colegio Modelo Municipal de Chittagong. En este colegio superó la matriculación en 1956.

### Secundaria
Tras completar su matriculación, fue admitido en el Instituto de Chittagong. Al completar la educación secundaria, fue a la Universidad de Daca. Completó su grado en sociología en 1962 y el posgrado en 1963. Para seguir con su educación, fue admitido en la Universidad McMaster de Canadá en 1973, obteniendo otro máster en 1975 y un Ph.D. en 1979. Su tesis en economía política y desarrollo económico titulada El Estado, Industrialización y Formación de Clases en la India fue publicada por la editorial londinense Routledge & Kegan Paul en 1982. El libro ha recibido un amplio reconocimiento de académicos de todo el mundo, y ha sido reseñado en revistas internacionales como World Development y The Journal of Development Studies. También se ha incluido como libro de referencia en varios cursos de estudio de desarrollo, ciencias políticas y otras ciencias sociales en universidades europeas y estadounidenses.

## Vida laboral
Sen comenzó su carrera laboral en 1965 a la edad de 25 años. En marzo de 1965 fue conferenciante de sociología y ciencias políticas en la Universidad de Pakistán Oriental de Ingeniería y Tecnología (hoy en día Universidad de Bangladés de Ingeniería y Tecnología o BUET). En 1966 también fue conferenciante en el departamento de sociología de la Universidad de Daca, y en 1969 fue profesor asistente en el departamento de sociología de la Universidad de Chittagong. Desde septiembre de 1973 hasta abril de 1979 ejerció como asistente de maestro y tutor en la Universidad McMaster. En 1979 volvió a Chittagong y trabajó de profesor adjunto desde junio de 1984 hasta septiembre de 2006. El 1 de octubre de 2006 obtuvo un puesto de vicecanciller en la Universidad Premier de Chittagong.

## Condecoraciones
- Premio Rahe Bhander Ennoble. (2016)[6][7][8]
- Ekushey Padak por su contribución a la educación (2014)[9][10]
- Premio Conmemorativo Jahanara Imam.(2010)
- Premio de la Comisión de Subvenciones Universitarias (2007)[11]
- Ekushey Mela Porishod, Chittagong Ekushey Padak. (2007)[11]
- Premio de la Federación Group Theater. (2006)[11]
- Premio del Día de las Naciones Unidas. (2002)
- Premio Udichi Shilpi Gosthi.(1995)

## Libros e investigaciones publicados
- La economía política de Bangladés (The Political Economy of Bangladesh), en proceso.
- Bangladés O Bangali, Daca, Abosar,2002
- Biloshita Sabdaguchcha (antología de versos traducidos de poetas eminentes del este y sur), Daca, Abosar, 2002
- Bangladés: Rashtra O Samaj, Daca, Abosar, 1999
- Modos de producción y formación social en la India (Modes of Production and Social Formation in India), segundo artículo del libro titulado "Clase, estado y desarrollo en la India" ("Class,State and Development in India"), editado por Berch Berberoglu (profesor de la Universidad de Nevada, Estados Unidos) Nueva Delhi/Londres, Sage Publications, 1992.
- El Cambio Social en el sur de Asia, Dirección Presidencial, Tercera Conferencia Nacional y Seminario Internacional de Cambio Social en el sur de Asia (Social Change in South Asia, Presidential Address,Third National Conference and International Seminar on Social Change in South Asia), Daca, Asociación de Sociología de Bangladés, 18-20 de marzo de 1987.
- La Burocracia y el Desarrollo Socioeconómico en Bangladés (The Bureaucracy and Socio-Economic Development in Bangladesh), Periódico de sociología de Bangladés, agosto de 1983.
- El Estado, Industrialización y Formación de Clases en la India (The State, Industrialization and Class Formations in India), Londres, Routledge & Kegan-Paul, 1982.
- Los antecedentes sociales del Movimiento de Bangladés (The Social Background of the Bangladesh Movement), Quest (Bombay), septiembre-octubre,1971.

## Relación con organizaciones[1]
- Secretario general, Asociación de Profesores de la Universidad de Chittagong, desde enero de 1971 hasta marzo de 1972.
- Presidente, Asociación de Profesores de la Universidad de Chittagong, desde enero de 1985 hasta diciembre de 1986.
- Presidente, Federación de la Asociación de Profesores de la Universidad de Bangladés, desde febrero de 1985 hasta marzo de 1986.
- Presidente, Asociación de Sociología de Bangladés, 1987-1992.
- Socio emérito, Instituto de Estudios del Desarrollo de Bangladés (BIDS).
- Director, Junta Directiva, Instituto de Estudios de Bangladés, Universidad de Rajshahi, Rajshahi.
- Director, Junta Directiva, Banco de Bangladés, Daca (Banco Central de Bangladés)
- Miembro, Consejo Académico, Universidad de Ciencia y Tecnología de Shah Jalal, Sylhet.
- Miembro, Consejo Académico, Universidad Este Oeste, Daca.
- Miembro vitalicio, Bangiya Sahitya Parishad, Calcuta.
- Decano, Facultad de Ciencias Sociales, Universidad de Chittagong, Chittagong.

## Galería

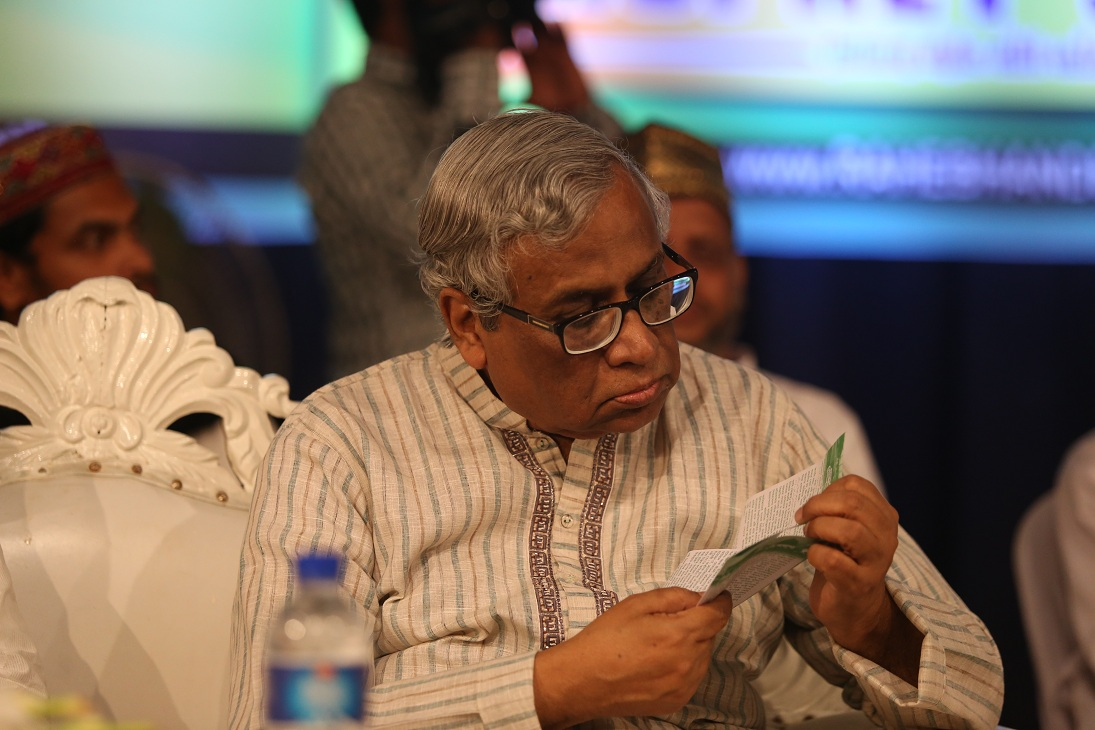
Leyendo un panfleto del Día del Profeta.
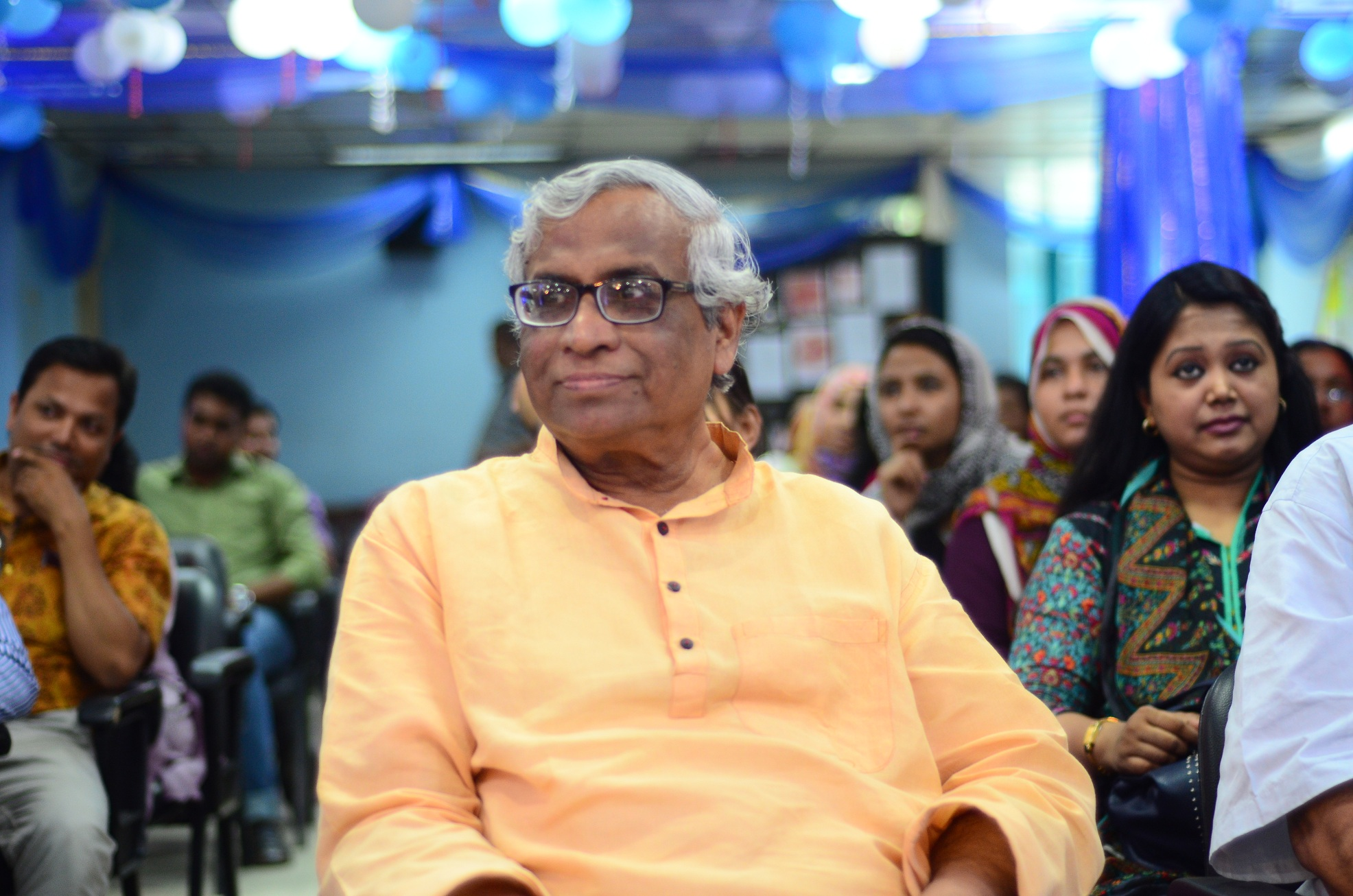
Entre el profesorado de la Universidad Premier de Chittagong.
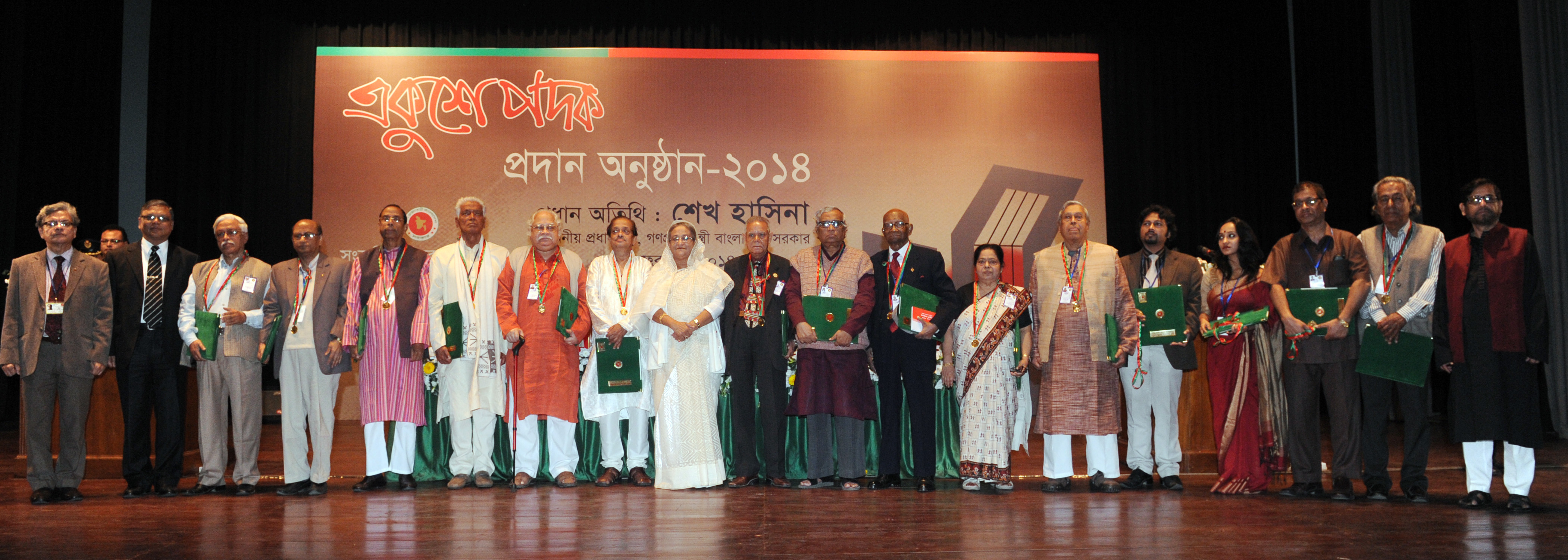
Ekushe Padak 2014 con Sheikh Hasina.
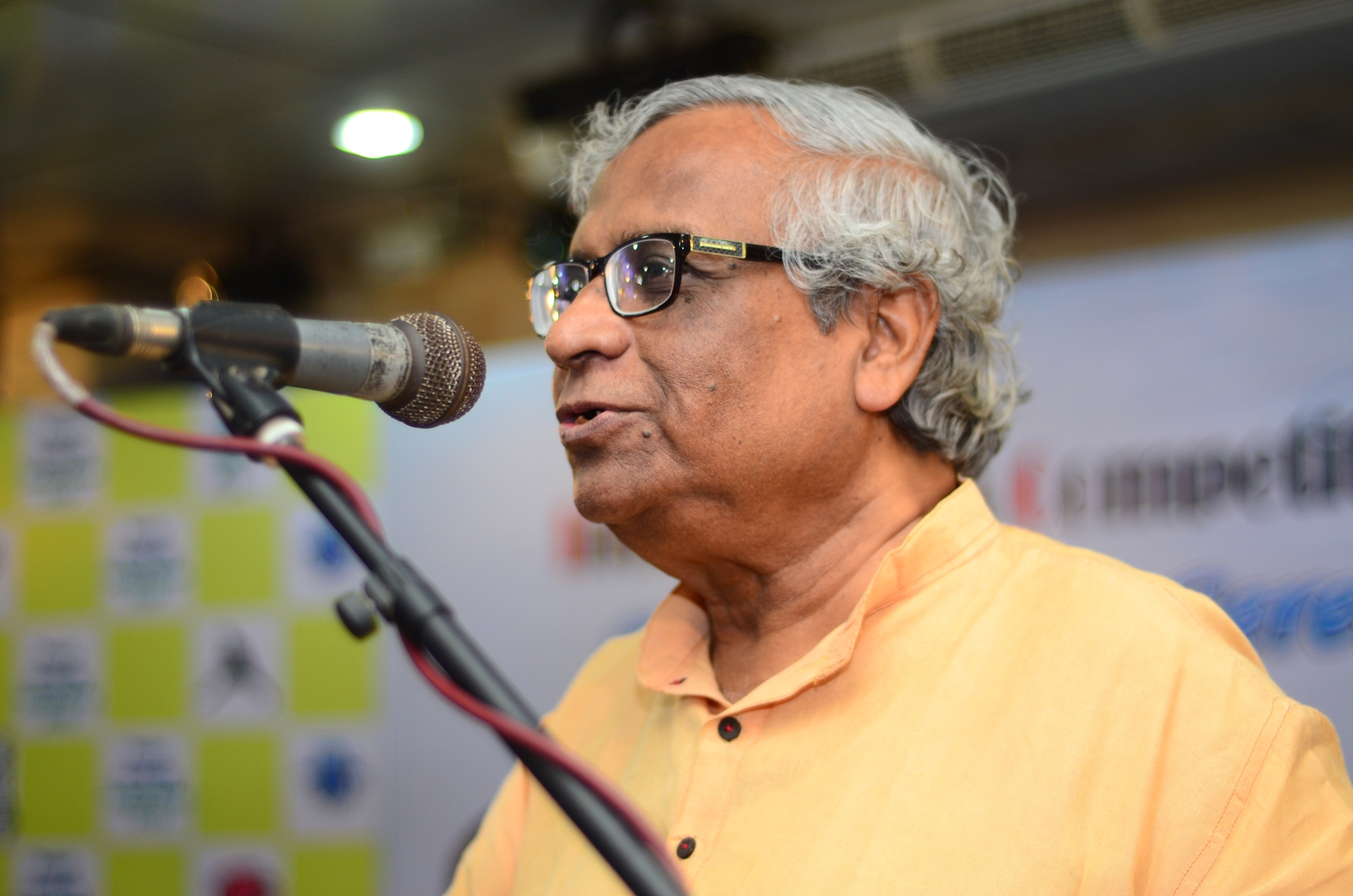
Pronunciando un discurso en un programa organizado por la Universidad Premier.
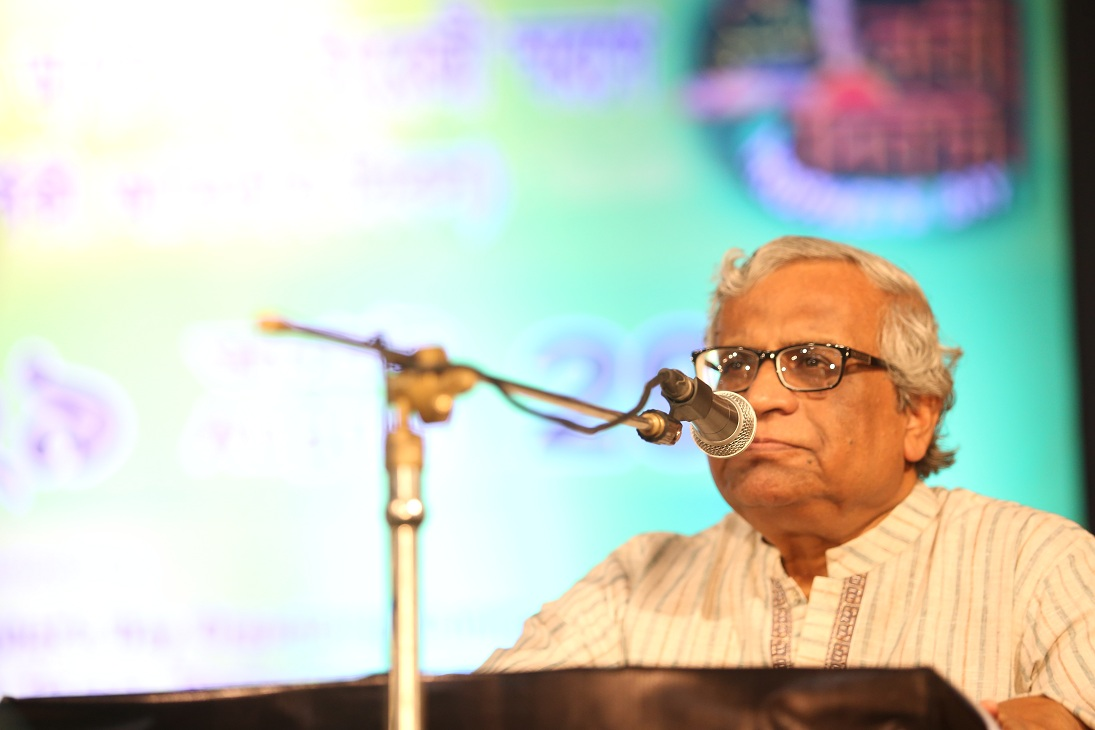
Sen en el Día del Profeta.
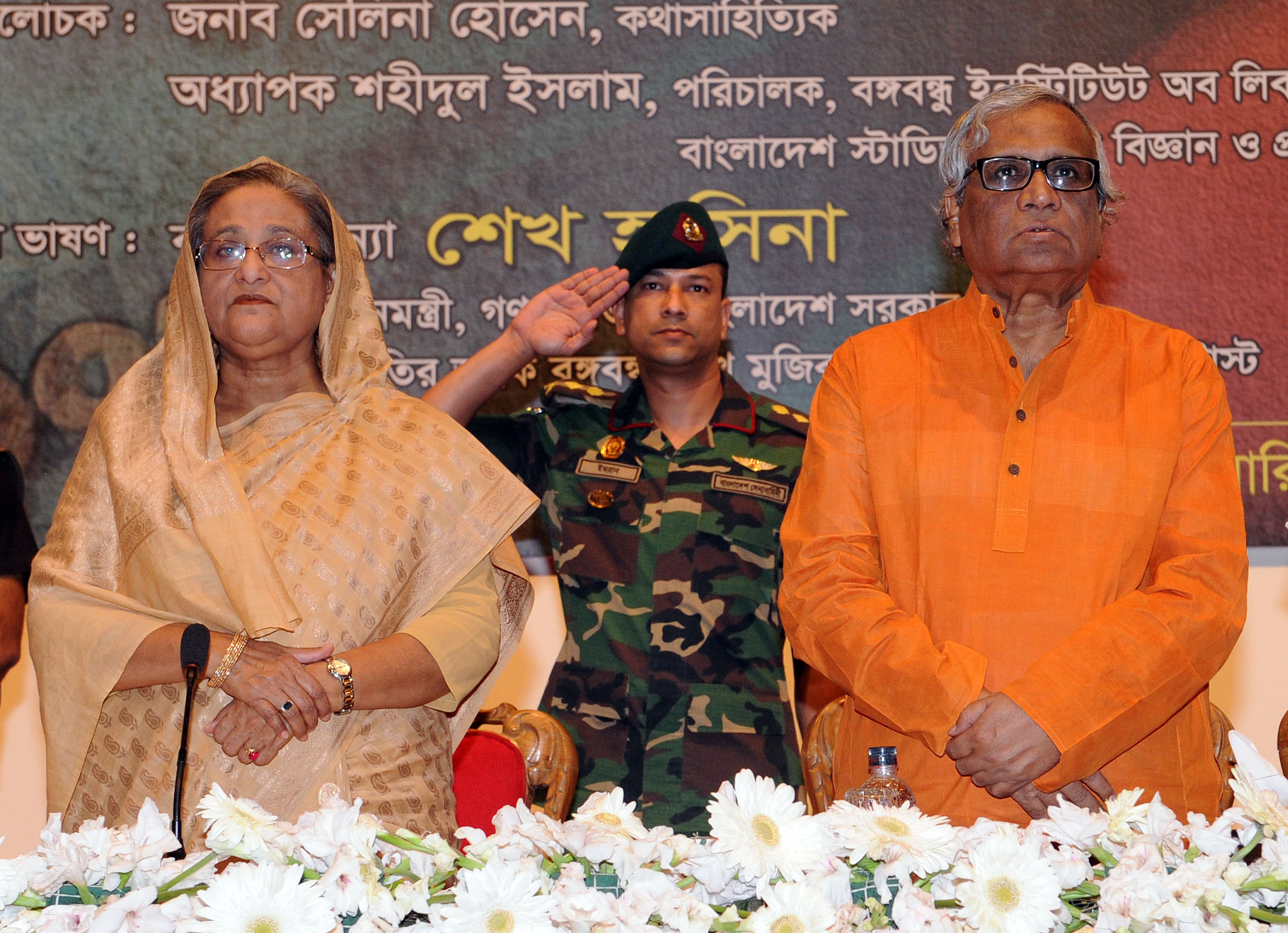
Sen con Sheikh Hasina.